# Bad Sauerbrunn
Bad Sauerbrunn (węg. Savanyúkút, burg.-chorw. Kisela Voda) – gmina uzdrowiskowa w Austrii, w kraju związkowym Burgenland, w powiecie Mattersburg. Liczy 2,16 tys. mieszkańców (1 stycznia 2014).

## Współpraca
Miejscowość partnerska:
- Spalt, Niemcy